# システム・ランド
株式会社システム・ランド（System Land .inc）は、東京都新宿区に本社を置く、システム開発を行う企業。

## 沿革
- 1980年12月 東京都多摩市に、株式会社システム・ランド設立。
- 1997年12月 本社を東京都新宿区歌舞伎町に移転。
- 2003年5月 京セラコミュニケーションシステムが資本参加。
- 2004年9月 本社を東京都新宿区新宿五丁目に移転。